# مرانه (مهاباد)
مرانه (به کردی: مڕانە، Mirrane) روستایی از توابع بخش خلیفان در شهرستان مهاباد است که در استان آذربایجان غربی ایران قرار دارد.

## جمعیت
این روستا در دهستان دهستان منگور غربی واقع شده و براساس سرشماری سال ۱۳۸۵، جمعیت آن ۲۶۹ نفر (۵۶ خانوار) بوده‌است.